# دولی (کبودرآهنگ)
دولی یک روستا در ایران است که در شهرستان کبودرآهنگ استان همدان واقع شده‌است. دولی ۴۸۶ نفر جمعیت دارد.

## جمعیت
این روستا در دهستان سرداران قرار دارد و براساس سرشماری مرکز آمار ایران در سال ۱۳۸۵، جمعیت آن ۴۸۶ نفر (۱۲۲ خانوار) بوده‌است.